# Robert Darcy, 3. hrabě z Holdernessu
Robert Darcy, 3. hrabě z Holdernessu (Robert Darcy, 3rd Earl of Holderness, 10th Baron Darcy de Knayth, 7th Baron Conyers, 4th Baron Darcy of Meinill) (24. listopadu 1681, Londýn, Anglie – 20. ledna 1722, Bath, Anglie) byl britský politik ze starobylé šlechty. Od mládí byl jako dědic rodových titulů členem Sněmovny lordů, jako přívrženec strany whigů se uplatnil po nástupu hannoverské dynastie, v letech 1718–1719 byl britským ministrem obchodu.

## Kariéra

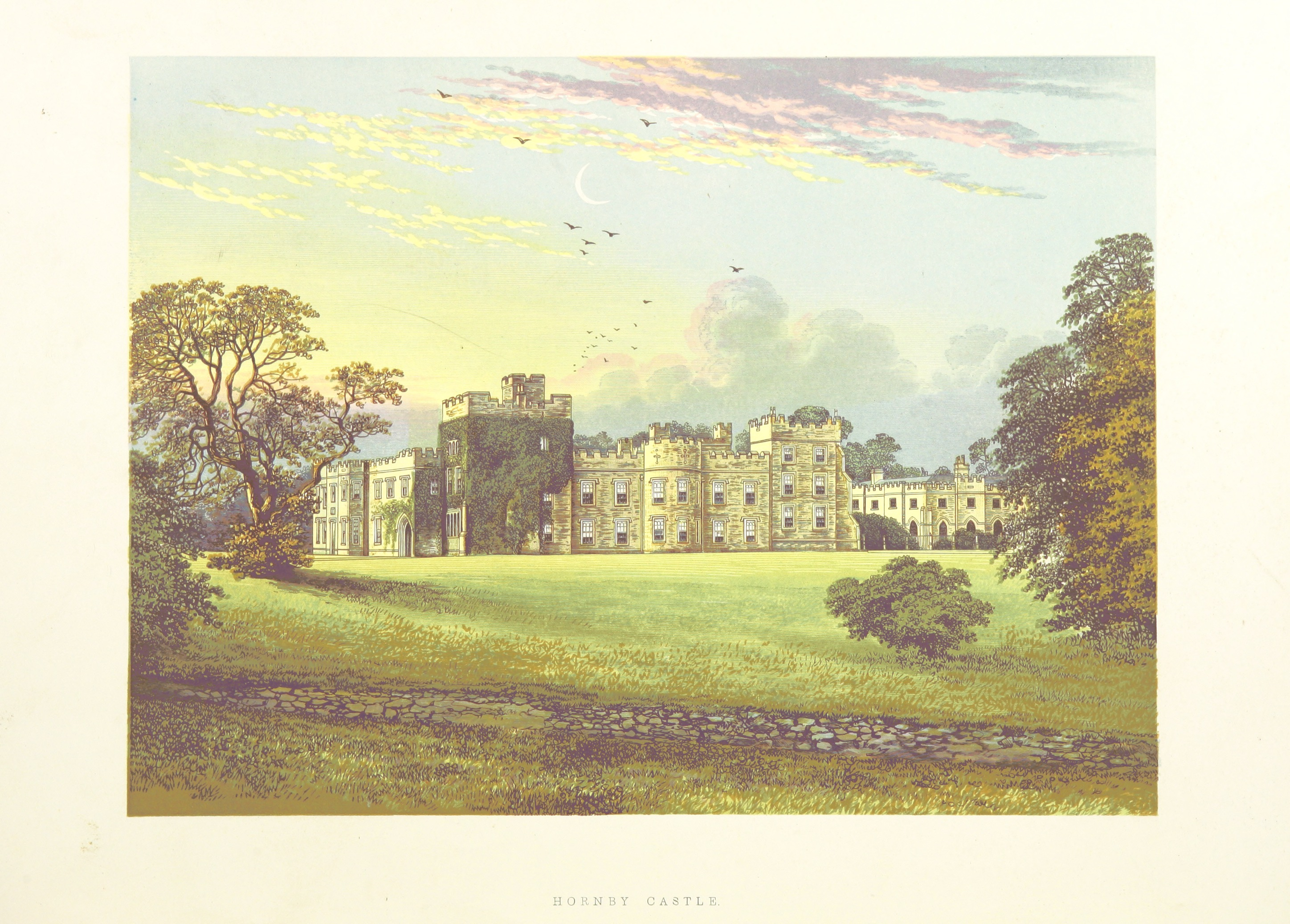
Zámek Hornby Castle (Yorkshire), hlavní sídlo Darcyů od 15. století

Pocházel ze starobylého francouzského rodu usazeného v Anglii od doby Viléma Dobyvatele (rodina užívala též příjmení d'Arcy). Byl vnukem 2. hraběte z Holdernessu a starším synem plukovníka a poslance Johna Darcyho (1659–1688), po matce Bridget Sutton byl bratrancem generála a diplomata Roberta Suttona, byl též spřízněn s rody Howardů a Cecilů. Rodové tituly zdědil jako jedenáctiletý v roce 1692, studoval na univerzitě v Cambridge, po dosažení zletilosti vstoupil do Sněmovny lordů (1702) a za královny Anny zastával čestné hodnosti. Většího vlivu dosáhl jako stoupenec whigů po nástupu hannoverské dynastie, v letech 1714–1722 byl lordem místodržitelem v hrabství York. V roce 1718 byl jmenován členem Tajné rady a v letech 1718–1719 byl krátce prezidentem úřadu pro obchod a kolonie. Odstoupil ze zdravotních důvodů a nakonec byl v letech 1719–1722 lordem komořím Jiřího I.

## Rodinné a majetkové poměry

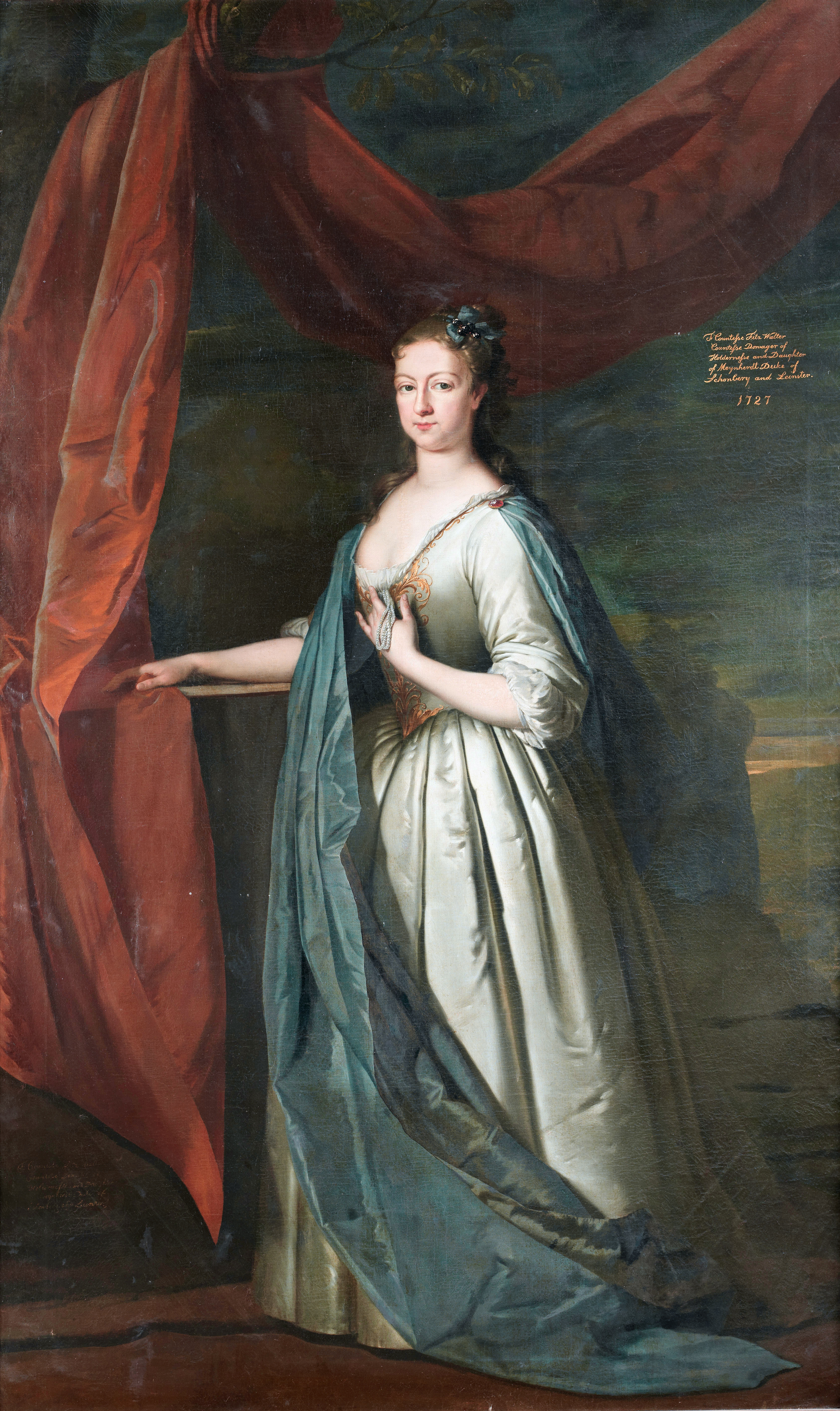
Frederica Darcy, hraběnka z Holdernessu, později hraběnka z Fitzwalteru

V roce 1715 se oženil s Fredericou Schomberg (1688-1751), dcerou vojevůdce a vrchního velitele anglické armády 3. vévody Schomberga. Frederica byla po otci dědičkou portugalského hraběcího titulu de Mértola (titul vycházel ze služby jejího děda 1. vévody Schomberga v portugalské armádě). Z jejich manželství pocházely tři děti, starší syn George (1716) zemřel v dětství, mladší syn Robert (1718–1778) byl diplomatem a ministrem zahraničí. Dcera Caroline (1717–1778) byla manželkou generála a politika 4. markýze z Lothianu. Manželka Frederica se po ovdovění v roce 1724 znovu provdala za Benjamina Mildmaye, hraběte Fitzwaltera, který byl později taktéž ministrem obchodu (1735-1737).
Conyers Darcy (1685–1758), mladší bratr 3. hraběte z Holdernessu, byl dlouholetým členem Dolní sněmovny a zastával funkce ve správě královského dvora. Další tři bratři zemřeli v dětství.
Hlavním rodovým sídlem byl starobylý hrad Hornby Castle (Yorkshire), který Darcyové získali sňatkem počátkem 15. století a za jejich éry byl několikrát přestavován. Po vymření rodu přešel zámek do majetku spřízněné rodiny vévodů z Leedsu.